# Odnosi med Slovenijo in Združenimi državami Amerike
Odnosi med Slovenijo in Združenimi državami Amerike so uradni dvostranski odnosi med Republiko Slovenijo in Združenimi državami Amerike.
ZDA so uradno prisotne v Sloveniji že od zgodnjih sedemdesetih let prejšnjega stoletja, ko je Ameriška informacijska agencija (USIS) v Ljubljani odprla knjižnico ter Ameriško tiskovno in kulturno središče. Od odprtja do leta 1992 si je ameriški center prizadeval za razvoj tesnejših temeljnih odnosov med ZDA in prebivalci takratne Socialistične republike Slovenije, konstitutivne republike Socialistične federativne republike Jugoslavije. 23. decembra 1990 se je slovensko ljudstvo na plebiscitu izreklo za odcepitev od Jugoslavije.  
25. junija 1991 je nova Republika Slovenija uradno razglasila svojo neodvisnost od Zvezne republike Jugoslavije. Začela se je desetdnevna vojna, v kateri so slovenski teritorialci branili vdore Jugoslovanske ljudske armade . Združene države so novo republiko uradno priznale 7. aprila 1992. Za razvoj diplomatskih odnosov ZDA z novo državo so ZDA avgusta 1992 odprle novo veleposlaništvo v Ljubljani. 
Po podatkih US Global Leadership Report 2012 vodenje ZDA odobrava 26 % Slovencev, 52 % ne odobrava, 22 % pa je negotovih.

## Diplomacija in politika
Slovenski in ameriški državni voditelji so od osamosvojitve Slovenije večkrat obiskali drug drugega. Prvi ameriški predsednik, ki je po osamosvojitvi obiskal Slovenijo, je bil Bill Clinton 17. junija 1999. Dvakrat je Slovenijo obiskal George W. Bush, in sicer 16. junija 2001 in 9. junija 2008 med slovenskih predsedovanjem Evropski uniji. Bushev obisk leta 2001 je bil v javnosti precej odmeven, saj je Slovenija istočasno gostila tudi ruskega predsednika Vladimirja Putina, ki se je z Bushem dvostransko prvič srečal prav v Sloveniji.
Srečanje na najvišji ravni med Slovenijo in ZDA se je zgodilo aprila 2010 v Pragi, ko sta se predsednik ZDA Barack Obama in slovenski premier Borut Pahor udeležila svečane večerje voditeljev srednje in vzhodne Evrope. Pahor je opozoril na varnostne razmere v Bosni in Hercegovini ter Afganistanu in se zahvalil ZDA za nadaljnjo podporo pri krepitvi zaupanja med voditelji Zahodnega Balkana.
Medijska hiša New York Times je 28. novembra 2010 objavila podatke, ki jih je pridobil WikiLeaks, da so ZDA leta 2009 Sloveniji ponudile srečanje z Barackom Obamo pod pogojem, da država sprejme enega od zapornikov Guantanama. Po podatkih, ki jih je objavila družba Tableau Software, je bilo s Slovenijo razkritih 947 depeš. Slovensko zunanje ministrstvo je 29. novembra 2010 zanikalo kakršno koli pogojevanje State Departmenta s sprejemom ujetnikov v Guantanamu in dejalo, da jim depeša, v kateri je omenjena kupčija, ni znana. Slovenski mediji so poročali, da se je slovenska vlada pogovarjala o sprejemu enega zapornika iz Guantanama in da je v procesu priprave zakonodaje, ki bi ji omogočila sprejem tamkajšnjih zapornikov. Veleposlanik Mussomeli je dogovore zanikal.
Slovenski premier Pahor je 7. februarja 2011 opravil tridnevni obisk v ZDA. Srečal se je z več demokrati, med njimi Tomom Harkinom in Josephom Bidnom, v Beli hiši pa se je za krajši čas srečal s predsednikom Obamo. Srečal se je tudi z več gospodarstveniki in imel predavanje na Univerzi Johnsa Hopkinsa o odnosih med ZDA in Evropsko unijo. Pogovori z ameriškimi politiki so se nanašali na gospodarski razvoj v ZDA in Sloveniji. Dvostranske odnose sta ocenila kot zelo konstruktivne. Pahorja je spremljal slovenski zunanji minister Samuel Žbogar, ki se je 11. februarja udeležil razprave v Varnostnem svetu Združenih narodov o varovanju mednarodnega miru in varnosti ter se srečal z generalnim sekretarjem Združenih narodov Ban Ki Moonom.
Leta 2017 je položaj predsednika Združenih držav Amerike zasedel Donald Trump. S tem je prva dama ZDA postala Slovenka Melania Trump.
13. julija 2020 je v sklopu turneje za podpis skupne deklaracije o 5G v Slovenijo prišel ameriški zunanji sekretar Mike Pompeo. Šlo je za prvi obisk kakšnega ameriškega državnega sekretarja v Sloveniji po 23 letih. obisk je decembra 2020 v Washingtonu vrnil zunanji minister Anže Logar.

### Dvostranski obiski
- Seznam obiskov ameriških predsednikov v Republiki Sloveniji
- Seznam slovenskih obiskov v Beli hiši

## Gospodarstvo
ZDA so največja neevropska trgovinska partnerica Slovenije. ZDA so v letu 2014 iz Slovenije uvozile za 699,7 milijona dolarjev blaga, izvozile pa za 305,5 milijona dolarjev. V skladu z Zakonom o podpori vzhodnoevropski demokraciji (SEED) so ZDA zagotovile tehnično pomoč pri konkurenčnosti podjetij, bančni in pokojninski reformi, politiki konkurence in prestrukturiranju dolga. Glede na napredek Slovenije na teh področjih je bila Slovenija med prvimi tranzicijskimi državami, ki so opravile program SEED. Slovenija je članica Evropske unije in za trgovinske odnose velja slovensko, EU in ameriško pravo.

## Vojaški
Tako Slovenija kot Združene države Amerike so del Severnoatlanskega zavezništva (NATO). Slovenija je prispevala pomoč ZDA in NATO tako, da je omogočila napotitev Implementation Force in nato prispevala helikopterje, medicinsko osebje, vojaško policijo in pehotno četo za Stabilizacijske sile (SFOR) in še naprej deluje v silah Evropske unije. ZDA so marca 2004 podprle pristop Slovenije k Natu in še naprej sodelujejo s slovensko vojsko pri spodbujanju večjega sodelovanja in interoperabilnosti s silami Nata. Evropsko poveljstvo ZDA zagotavlja ekipo za zvezo, ki ves čas sodeluje z ministrstvom za obrambo, da bi se bolje seznanili s strukturami in postopki zavezništva.
Slovenija sodeluje tudi v več programih Urada ZDA za obrambno sodelovanje. Program državnega partnerstva omogoča dostop do strokovnjakov znotraj zvezne države Kolorado o celotnem obsegu vojaško-vojaških, vojaško-civilnih in civilno-civilnih dejavnosti med Slovenijo in ZDA Program mednarodnega vojaškega izobraževanja in usposabljanja zagotavlja vojaško izobraževanje in usposabljanje na profesionalen in nepolitičen način, pri čemer so tuji študenti izpostavljeni poklicnim vojaškim organizacijam ZDA. Usposabljanje po programu IMET je zaposlenim na Ministrstvu za obrambo Republike Slovenije in pripadnikom Slovenske vojske na voljo že od leta 1993. 
Do danes se je v ZDA in na raznih seminarjih organiziranih v Sloveniji usposabljalo več sto študentov. Slovenija je aktivno sodelovala tudi v štiriletnem vojaškem častniškem programu US Service Academies, kjer je v Slovenski vojski diplomiralo 5 vojaških, 2 letalskih in 1 pomorska akademija .

## Potovanja in izobraževanje
Oktobra 1997 se je Slovenija pridružila skupini držav, katerih državljani uživajo privilegij brezvizumskega potovanja v ZDA, ameriški potniki pa so v Sloveniji deležni obojestranskih ugodnosti. Vsako leto v ZDA potuje približno 17.000 Slovencev, v Slovenijo pa po ocenah 20.000 Američanov.
Fulbrightov program, ki ga financira ameriška vlada, vsako leto pošlje v Slovenijo 6-8 štipendistov in študentov iz ZDA ter gosti prav toliko štipendistov in študentov iz Slovenije v ZDA.

## Kultura
Knjiga Benjamina Franklina Poor Richard's Almanack je prvi prevod angleškega besedila v slovenščino. Leta 1812 jo je prevedel Janez Nepomuk Primic (1785–1823).  V prvi polovici 19. stoletja so se Slovenci z Ameriko in ZDA prvič srečali s pisanjem misijonarja Friderika Barage (1797–1868), ki je deloval med Indijanci Ojibwe v Michiganu. Leta 1853, le leto dni po izvirnem izidu, sta samostojno izšla dva samostojna prevoda romana Koča strica Toma pri pisatelju Francu Malavašiču v Ljubljani in duhovniku Janezu Božiču v Gradcu. S tem se je začel od tedaj neprekinjen dialog med ameriškimi avtorji in slovenskimi prevajalci ter bralci.

### Slovenski izseljenci
V Združenih državah Amerike deluje tudi močna skupnost slovenskih izseljencev. Slovenci so se v ZDA začeli množično naseljevati v 19. stoletju in nadaljevali v prvih desetletjih 20. stoletja, z novim valom po letu 1945. Sprva so skupnost sestavljali predvsem v Sloveniji rojeni izseljenci, danes pa prevladujejo tam rojene generacije. 
Po popisu leta 1990 se je 124.437 oseb opredelilo kot slovenskega porekla, leta 2000 pa 175.099 oseb. Večina Slovencev živi v Ohiu, Pensilvaniji, Illinoisu, Minnesoti, Wisconsinu in Kaliforniji. Neuradne ocene številčnosti Slovencev in njihovih potomcev v ZDA se gibljejo med 300.000 in 600.000. Kljub temu se jih v aktivno društveno in kulturno življenje vključuje le manjše število. Za ohranjanje identitete so ključni slovenski domovi, društva, katoliške župnije in podporne organizacije, ki delujejo dvojezično in izdajajo različna glasila. 
Iz vrst Ameriških Slovencev ali njihovih potomcev izhajajo tudi številni znani Američani; denimo pisatelj Louis Adamič, guverner in senator George Voinovich, znanstvenik Robert K. Grasselli, senatorka iz Minnesote Amy Klobuchar, astronavtka Sunita Williams, general Frank Gorenc idr.